# 寡醣
寡糖（oligosaccharide）又稱低聚醣，是指由少量单糖聚合而成的碳水化合物，其包含的單醣分子數量在學界中定義不一，可為3-10個，或由2-6個單醣分子聚合而成（此定義下雙糖屬於寡糖）。
寡糖普遍存在於動物細胞的細胞膜，具有多種生理功能，例如細胞識別和細胞黏附等。

## 寡糖的效用
根據營養專家及許多醫學研究，寡糖有類似水溶性膳食纖維的功能，能促進腸蠕動，改善便秘、腹瀉等問題。原因是人體小腸只能不完全消化寡醣，因此寡醣未能消化的部份會讓腸道的菌落利用，因而改變腸道生態，使人體消化道菌叢生態正常化，並增加有益菌數，幫助改善腸的正常消化及運動，減少毒素吸收、預防腸癌、腸炎等的發生率，且能改善血脂水平。
臨床研究亦發現施予果寡糖、半乳寡醣及菊粉可增加結腸益菌的數目，並同時減少害菌數量。
雖然寡醣甜甜的，但因為分子較大，細菌不容易分解利用，所以不會引起蛀牙。而且因為寡糖是難消化性，攝取後血糖值不會增高，對於糖尿病患及怕胖又想吃甜者可適量攝取。
2021年，中国学者杜志强博士和通讯作者方诩撰写的论文《Lacto-N-biose Synthesis via a Modular Enzymatic Cascade with ATP Regeneration》发表在《iScience》上。该研究通过多酶级联耦合技术，使得乳-N-二糖转化率从0.34提高到0.83 mol/mol GlcNAc，并且大幅度减少了昂贵的原料ATP使用量。

## 例子
果寡糖（FOS），一種可在很多蔬菜找到的寡糖，是由數個果糖單體聚合而成的分子。相比同是由單體果糖聚合而成的多醣菊粉，果寡糖的聚合度比較低，分子亦比菊粉小。半乳寡醣（GOS）亦可在大自然發現，是由數個半乳糖聚合而成的寡醣。人類只能夠不完全消化這些寡醣。
在自然界中，寡醣經常作為醣蛋白和糖脂的組成部分，並經常有辨別化學物質或細胞的功能。此外，亦有一些寡醣，如棉子糖，被部分植物物種用作儲備或運輸。

### 三醣
| 三醣     | 首糖單位 | 醣苷鍵形式 | 中間糖單位 | 醣苷鍵形式 | 末糖單位 | 備註                               |
| 麥芽三糖 | 葡萄糖   | α(1→4)     | 葡萄糖     | α(1→4)     | 葡萄糖   |                                    |
| 松三糖   | 葡萄糖   | α(1→2)     | 果糖       | α(1→3)     | 葡萄糖   | 為一種非還原三醣                   |
| 棉子糖   | 半乳糖   | α(1→6)     | 葡萄糖     | β(1→2)     | 果糖     | 可於豆類、椰菜、蘆荀及其他植物發現 |

- 龙胆三糖：由兩個葡萄糖、一個果糖分子聚合而成
- 甘露三糖：由一個葡萄糖、兩個半乳糖分子聚合而成
- 鼠李三糖：由一個半乳糖、兩個鼠李糖分子聚合而成

### 四醣
- 水蘇糖：由一個果糖、一個葡萄糖、兩個半乳糖分子聚合而成

### 其他寡醣
- 果寡糖（FOS）：由葡萄糖及1~4个果糖分子聚合而成
- 半乳寡糖（GOS）：由半乳糖 / 葡萄糖 + 1~7个半乳糖分子聚合而成
- 異麥芽寡糖（IMO）：由多个异麦芽糖分子聚合而成
- 大豆寡糖（SOS）：水苏糖、棉子糖的混合物
- 木寡糖（XOS）：由2~7个木糖分子聚合而成的功能性寡糖